# Safia chalerica
Safia chalerica là một loài bướm đêm trong họ Noctuidae.